# Tanya Allen
Tanya Allen (nascida em 1975) é uma atriz canadense que atua no cinema e na televisão, e ganhou um prêmio Gemini por seu trabalho televisivo nas séries Lives of Girls and Women e The Newsroom.
É natural de Toronto.